# Gianni Quaranta
Pour les articles homonymes, voir Quaranta.
Angelo Giovanni "Gianni" Quaranta est un chef décorateur, un scénographe et un directeur artistique italien né le 30 août 1943  à Arsiè en Vénétie (Italie).

## Biographie
Gianni Quaranta fait des études de scénographie à l'Académie des beaux-arts de Brera à Milan. Peu après, il devient l'assistant de Luciano Damiani (it) et de Renzo Mongiardino, et il collabore aux décors du film de Zeffirelli François et le Chemin du soleil. Son travail est utilisé par de nombreux réalisateurs italiens et internationaux (Bertolucci, Olmi, Ivory, etc.).
Il travaille également beaucoup pour l'opéra et le théâtre et signe des décors et des scénographies dans des salles aussi prestigieuses que La Scala de Milan, l'Opéra Garnier de Paris, La Fenice de Venise ou le Metropolitan Opera de New York.
En 2012, il est nommé président honoraire de l'Accademia Italiana (it) à Rome

## Théâtre (sélection)
- 1976 : Lorenzaccio à la Comédie-Française à Paris
- 1983 : Moïse et Pharaon à l'Opéra Garnier à Paris
- 1982 : Pagliacci à La Scala de Milan
- 1985 : Volpone au Théâtre de la Ville à Paris
- 2009 : Aida au Metropolitan Opera de New York

## Filmographie (sélection)
- 1971 : Sacco et Vanzetti (Sacco e Vanzetti) de Giuliano Montaldo
- 1972 : François et le Chemin du soleil (Fratello sole, sorella luna) de Franco Zeffirelli
- 1976 : 1900 (Novecento) de Bernardo Bertolucci
- 1977 : René la Canne de Francis Girod
- 1977 : Jésus de Nazareth (Gèsù di Nazareth) de Franco Zeffirelli
- 1983 : La traviata de Franco Zeffirelli
- 1985 : Chambre avec vue (A Room With a View) de James Ivory
- 1988 : La Légende du saint buveur (La Leggenda del santo bevitore) d'Ermanno Olmi
- 1988 : Waxwork d'Anthony Hickox
- 1990 : Étrange Séduction (The Comfort of Strangers) de Paul Schrader
- 1994 : Farinelli de Gérard Corbiau
- 1997 : Marquise de Véra Belmont
- 2000 : Mirka de Rachid Benhadj
- 2021 : L'uomo che disegnò Dio de Franco Nero

## Distinctions
- 1995 : il est fait Commandeur de l'Ordre du Mérite de la République italienne[1]

### Récompenses
- BAFTA 1984 : British Academy Film Award des meilleurs décors pour La traviata
- Oscars 1987 : Oscar des meilleurs décors pour Chambre avec vue
- BAFTA 1987 : British Academy Film Award des meilleurs décors pour Chambre avec vue
- César 1995 : César des meilleurs décors pour Farinelli

### Nominations
- Oscars 1974 : Oscar des meilleurs décors pour François et le Chemin du soleil
- Oscars 1983 : Oscar des meilleurs décors pour La traviata
- David di Donatello 1995 : David di Donatello du meilleur décorateur pour Farinelli